# Top of the World (песня Дайаны Росс)
«Top of the World» (с англ. — «Вершина мира») — песня, записанная американской певицей Дайаной Росс для её восьмого студийного альбома Baby It’s Me 1977 года. Автором и продюсером её выступил Том Сноу.
Песня была выпущена в качестве сингла в феврале 1978 года в США и Европе, однако не добилась какого-либо успеха.
В 2014 году было выпущено переиздание альбома Baby It’s Me с новыми миксами песен, включая «Top of the World», продюсером стал Кевин Ривз.

## Отзывы критиков
Роберт Смит из издания Record Mirror написал, что здесь Дайана Росс старается звучать как Донна Саммер, а также что песня сильно напоминает на какую-то другую.

## Список композиций
7" сингл
A. «Top of the World» — 3:06
B. «Too Shy to Say» — 3:15
12" сингл
A. «Top of the World» — 5:50

## Участники записи
- Дайана Росс — вокал
- Клайди Кинг[англ.] — бэк-вокал
- Ширли Мэттьюз[англ.] — бэк-вокал
- Том Сноу[англ.] — акустическое фортепиано, продюсирование
- Джек Эшфорд[англ.] — перкуссия
- Дэвид Хангейт — бас-гитара
- Стивен Люкатер — гитара
- Джефф Поркаро — барабаны
- Джин Пейдж — аранжировка
- Дель Ньюман[англ.] — аранжировка

## Чарты
| Чарты (1978)                     | Высшая позиция |
| -------------------------------- | -------------- |
| США (Billboard Dance Club Songs) | 15             |